# Football Club Lausanne-Sport 2016-2017
Questa voce raccoglie le informazioni riguardanti il Football Club Lausanne-Sport nelle competizioni ufficiali della stagione 2016-2017.

## Stagione
Nella stagione 2016-2017 il Losanna, allenato da Fabio Celestini, concluse il campionato di Super League al 9º posto. In Coppa Svizzera il Losanna fu eliminato al secondo turno dal Köniz.

## Rosa
| N. |                           | Ruolo | Calciatore         |
| -- | ------------------------- | ----- | ------------------ |
| 1  | Svizzera (bandiera)       | P     | Thomas Castella    |
| 3  | Spagna (bandiera)         | D     | Carlos Blanco      |
| 4  | Svizzera (bandiera)       | D     | Jérémy Manière     |
| 5  | Svizzera (bandiera)       | C     | Xavier Margairaz   |
| 6  | Svizzera (bandiera)       | D     | Elton Monteiro     |
| 7  | Kosovo (bandiera)         | C     | Benjamin Kololli   |
| 8  | Svizzera (bandiera)       | C     | Musa Araz          |
| 9  | Corea del Nord (bandiera) | A     | Pak Kwang-ryong    |
| 10 | Uruguay (bandiera)        | C     | Kevin Méndez       |
| 11 | Svizzera (bandiera)       | C     | Samuele Campo      |
| 12 | Brasile (bandiera)        | D     | Marcus Diniz       |
| 13 | Italia (bandiera)         | D     | Paolo Frascatore   |
| 14 | Svizzera (bandiera)       | C     | Alexandre Pasche   |
| 15 | Spagna (bandiera)         | A     | Juan Esnáider Ruiz |
| 16 | Svizzera (bandiera)       | D     | Nicolas Gétaz      |
| 17 | Svizzera (bandiera)       | C     | Olivier Custodio   |
| 18 | Italia (bandiera)         | C     | Andrea Maccoppi    |

| N. |                        | Ruolo | Calciatore          |
| -- | ---------------------- | ----- | ------------------- |
| 19 | Italia (bandiera)      | A     | Francesco Margiotta |
| 20 | Svizzera (bandiera)    | C     | Maxime Dominguez    |
| 21 | Svizzera (bandiera)    | C     | Ming-yang Yang      |
| 22 | Svizzera (bandiera)    | P     | Kevin Martin        |
| 23 | Svizzera (bandiera)    | C     | Jordan Lotomba      |
| 24 | Francia (bandiera)     | D     | Xavier Tomas        |
| 24 | Svizzera (bandiera)    | C     | Albin Eto           |
| 25 | Stati Uniti (bandiera) | D     | Lucas Pos           |
| 25 | Svizzera (bandiera)    | A     | Nassim Ben Khalifa  |
| 26 | Svizzera (bandiera)    | C     | Mersim Asllani      |
| 28 | Costa Rica (bandiera)  | C     | Yeltsin Tejeda      |
| 30 | Svizzera (bandiera)    | C     | Ali Kabacalman      |
| 33 | Nigeria (bandiera)     | D     | Taye Taiwo          |
| 35 | Svizzera (bandiera)    | P     | Dany Da Silva       |
| 37 | Panama (bandiera)      | A     | Gabriel Torres      |
|    | Serbia (bandiera)      | D     | David Hrubik        |

## Organigramma societario
Area tecnica
- Allenatore: Fabio Celestini
- Allenatore in seconda: Jean-Yves Aymon, Lorenzo Guerrero, Alex Weaver
- Preparatore dei portieri: Florent Delay
- Preparatori atletici: Gabriele Bagattini, Mattia Garrone

## Calciomercato

### Sessione estiva
| Acquisti | Acquisti            | Acquisti      | Acquisti |
| R.       | Nome                | da            | Modalità |
| -------- | ------------------- | ------------- | -------- |
| D        | Carlos Blanco       | Juventus U19  |          |
| C        | Maxime Dominguez    | Zurigo        |          |
| D        | Marcus Diniz        | Padova        |          |
| C        | Musa Araz           | Winterthur    |          |
| D        | Paolo Frascatore    | Reggiana      |          |
| A        | Juan Esnáider Ruiz  | Toledo        |          |
| C        | Benjamin Kololli    | Young Boys    |          |
| C        | Andrea Maccoppi     | Chiasso       |          |
| A        | Francesco Margiotta | Santarcangelo |          |
| C        | Yeltsin Tejeda      | Thonon Évian  |          |
| A        | Gabriel Torres      | Zamora FC     |          |

| Cessioni | Cessioni                 | Cessioni             | Cessioni |
| R.       | Nome                     | a                    | Modalità |
| -------- | ------------------------ | -------------------- | -------- |
| A        | Andi Zeqiri              | Juventus U19         |          |
| C        | Adrián Alvarez           | Västerås SK          |          |
| D        | Arnaud Bühler            | Wil                  |          |
| D        | Fabio Carvalho           | Le Mont              |          |
| C        | Romain Dessarzin         | Winterthur           |          |
| C        | Santiago Feuillassier    | Le Mont              |          |
| D        | Jetmir Krasniqi          | Le Mont              |          |
| D        | Numa Lavanchy            | Grasshoppers         |          |
| D        | David Marazzi            | Le Mont              |          |
| A        | Quentin Rushenguziminega | Yverdon              |          |
| C        | Hélios Sessolo           | Le Mont              |          |
| C        | Stéphane Gonçalves       | Stade Lausanne-Ouchy |          |

### Sessione invernale
| Acquisti | Acquisti     | Acquisti    | Acquisti |
| R.       | Nome         | da          | Modalità |
| -------- | ------------ | ----------- | -------- |
| D        | David Hrubik | Vojvodina   |          |
| D        | Taye Taiwo   | HJK         |          |
| D        | Xavier Tomas | Bnei Yehuda |          |

| Cessioni | Cessioni | Cessioni | Cessioni |
| R.       | Nome     | a        | Modalità |
| -------- | -------- | -------- | -------- |

## Risultati

### Super League

#### Prima fase, girone di andata
| Arbitro: | Erlachner |

|               |           |  |
| Caio 24’, 64’ | Marcatori |  |

| Arbitro: | Hänni |

|                                           |           |                                                          |
| Margiotta 2’ Pak 43’ Torres 80’ Diniz 90’ | Marcatori | 12’ (rig.) Rapp 30’ Geissmann 83’ Schirinzi 90’ Peyretti |

| Arbitro: | Schärer |

|             |           |                                               |
| Ziegler 70’ | Marcatori | 17’ Margiotta 73’ (rig.) Torres 87’ Margairaz |

| Arbitro: | Schnyder |

|               |           |  |
| Margairaz 49’ | Marcatori |  |

| Arbitro: | San |

|                                                                         |           |                   |
| Hoarau 2’ Ravet 29’ Schick 36’ Sutter 48’ Lecjaks 59’ Kubo 68’ Frey 90’ | Marcatori | 39’ Campo 75’ Pak |

| Arbitro: | Bieri |

|             |           |           |
| Alioski 64’ | Marcatori | 56’ Campo |

| Arbitro: | Amhof |

|                                               |           |  |
| Kololli 1’, 90’ Custodio 9’ Campo 37’ Pak 49’ | Marcatori |  |

| Arbitro: | Jaccottet |

|               |           |                           |
| Margiotta 36’ | Marcatori | 67’ Bjarnason 90’ Balanta |

| Arbitro: | Erlachner |

|              |           |                               |
| Schneuwly 8’ | Marcatori | 24’, 73’ Margiotta 58’ Torres |

#### Prima fase, girone di ritorno
| Arbitro: | Klossner |

|                                                      |           |                 |
| Diniz 25’ Araz 35’ Custodio 38’ (rig.) Margiotta 70’ | Marcatori | 90’ Piccinocchi |

| Arbitro: | Schärer |

|               |           |  |
| Fassnacht 73’ | Marcatori |  |

| Arbitro: | Bieri |

|  |           |                        |
|  | Marcatori | 8’ (rig.), 52’ Ziegler |

| Arbitro: | Jaccottet |

|                    |           |                                       |
| Lotomba 6’ Pak 61’ | Marcatori | 73’, 79’ Schneuwly 90’ (rig.) Neumayr |

| Arbitro: | Schnyder |

|                     |           |               |
| Suchý 90’ Janko 90’ | Marcatori | 42’ Margiotta |

| Arbitro: | Fähndrich |

|                     |           |  |
| Buess 57’ Tafer 85’ | Marcatori |  |

| Arbitro: | Hänni |

|             |           |                 |
| Khalifa 87’ | Marcatori | 55’, 88’ Hoarau |

| Arbitro: | Bieri |

|               |           |                              |
| Margiotta 68’ | Marcatori | 6’ Sigurjónsson 32’ Lavanchy |

| Arbitro: | Fähndrich |

|                     |           |             |
| Costanzo 90’ (rig.) | Marcatori | 67’ Khalifa |

#### Seconda fase, girone di andata
| Arbitro: | Bieri |

|                                          |           |                                                  |
| Khalifa 19’, 78’, 90’ Kololli 33’ (rig.) | Marcatori | 17’ Affolter 50’ Schneuwly 60’ Neumayr 67’ Itten |

| Arbitro: | Pache |

|                      |           |             |
| Haggui 53’ Ajeti 70’ | Marcatori | 57’ Kololli |

| Arbitro: | Amhof |

|                                       |           |                                  |
| Doumbia 11’, 72’ Akanji 74’ Janko 84’ | Marcatori | 9’, 68’ (rig.) Kololli 39’ Campo |

| Arbitro: | Schärer |

|  |           |           |
|  | Marcatori | 43’ Akolo |

| Arbitro: | Hänni |

|                       |           |           |
| Sadiku 6’ Alioski 56’ | Marcatori | 32’ Campo |

| Losanna 12 marzo 2017, ore 13:45 CET 24ª giornata | Losanna   | 0 – 0 referto | Young Boys | Stade Olympique de la Pontaise (4 011 spett.)\| Arbitro: \| Erlachner \| |
| Arbitro:                                          | Erlachner |               |            |                                                                          |

| Arbitro: | Jaccottet |

|  |           |            |
|  | Marcatori | 75’ Torres |

| Losanna 2 aprile 2017, ore 16:00 CEST 26ª giornata | Losanna | 0 – 0 referto | Grasshoppers | Stade Olympique de la Pontaise (4 332 spett.)\| Arbitro: \| San \| |
| Arbitro:                                           | San     |               |              |                                                                    |

| Arbitro: | Jaccottet |

|                          |           |                                   |
| Sorgić 13’ Schirinzi 69’ | Marcatori | 38’, 81’, 90’ Khalifa 48’ Kololli |

#### Seconda fase, girone di ritorno
| Arbitro: | Schnyder |

|  |           |                                          |
|  | Marcatori | 37’ Lang 40’, 82’ Elyounoussi 59’ Šporar |

| Arbitro: | Pache |

|  |           |            |
|  | Marcatori | 59’ Torres |

| Arbitro: | Hänni |

|            |           |                                                       |
| Torres 39’ | Marcatori | 10’ Kukuruzović 16’ (aut.) Castella 89’ (aut.) Méndez |

| Arbitro: | Amhof |

|  |           |           |
|  | Marcatori | 66’ Ajeti |

| Arbitro: | Schnyder |

|            |           |            |
| Dabour 12’ | Marcatori | 60’ Torres |

| Arbitro: | Schärer |

|  |           |                                         |
|  | Marcatori | 18’ Torres 41’ Campo 55’ (rig.) Kololli |

| Losanna 20 maggio 2017, ore 17:45 CEST 34ª giornata | Losanna | 0 – 0 referto | Thun | Stade Olympique de la Pontaise (3 443 spett.)\| Arbitro: \| Pache \| |
| Arbitro:                                            | Pache   |               |      |                                                                      |

| Arbitro: | Schärer |

|             |           |                                  |
| Khalifa 12’ | Marcatori | 63’ (aut.) Lotomba 68’ Carlinhos |

| Arbitro: | Hänni |

|               |           |  |
| Ravet 1’, 35’ | Marcatori |  |

### Coppa Svizzera
| Arbitro: | Gut |

|              |           |                    |
| Daclinat 78’ | Marcatori | 30’ Pak 61’ Méndez |

| Arbitro: | Jancevski |

|                               |           |                   |
| Kasaï 6’ Miani 25’ Acosta 85’ | Marcatori | 44’ Esnáider Ruiz |

## Statistiche

### Statistiche di squadra
| Competizione   | Punti | In casa | In casa | In casa | In casa | In casa | In casa | In trasferta | In trasferta | In trasferta | In trasferta | In trasferta | In trasferta | Totale | Totale | Totale | Totale | Totale | Totale | DR  |
| Competizione   | Punti | G       | V       | N       | P       | Gf      | Gs      | G            | V            | N            | P            | Gf           | Gs           | G      | V      | N      | P      | Gf     | Gs     | DR  |
| -------------- | ----- | ------- | ------- | ------- | ------- | ------- | ------- | ------------ | ------------ | ------------ | ------------ | ------------ | ------------ | ------ | ------ | ------ | ------ | ------ | ------ | --- |
| Super League   | 35    | 18      | 3       | 5       | 10      | 25      | 31      | 18           | 6            | 3            | 9            | 26           | 31           | 36     | 9      | 8      | 19     | 51     | 62     | -11 |
| Coppa Svizzera | -     | 0       | 0       | 0       | 0       | 0       | 0       | 2            | 1            | 0            | 1            | 3            | 4            | 2      | 1      | 0      | 1      | 3      | 4      | -1  |
| Totale         | 35    | 18      | 3       | 5       | 10      | 25      | 31      | 20           | 7            | 3            | 10           | 29           | 35           | 38     | 10     | 8      | 20     | 54     | 66     | -12 |

### Andamento in campionato
| Giornata  | 1 | 2 | 3 | 4 | 5 | 6 | 7 | 8 | 9 | 10 | 11 | 12 | 13 | 14 | 15 | 16 | 17 | 18 | 19 | 20 | 21 | 22 | 23 | 24 | 25 | 26 | 27 | 28 | 29 | 30 | 31 | 32 | 33 | 34 | 35 | 36 |
| --------- | - | - | - | - | - | - | - | - | - | -- | -- | -- | -- | -- | -- | -- | -- | -- | -- | -- | -- | -- | -- | -- | -- | -- | -- | -- | -- | -- | -- | -- | -- | -- | -- | -- |
| Luogo     | T | C | T | C | T | T | C | C | T | C  | T  | C  | C  | T  | T  | C  | C  | T  | C  | T  | T  | C  | T  | C  | T  | C  | T  | C  | T  | C  | C  | T  | T  | C  | C  | T  |
| Risultato | P | N | V | V | P | N | V | P | V | V  | P  | P  | P  | P  | P  | P  | P  | N  | N  | P  | P  | P  | P  | N  | V  | N  | V  | P  | V  | P  | P  | N  | V  | N  | P  | P  |
| Posizione | 8 | 8 | 4 | 3 | 5 | 5 | 4 | 5 | 3 | 2  | 2  | 4  | 5  | 5  | 5  | 7  | 7  | 7  | 7  | 8  | 9  | 9  | 9  | 10 | 8  | 8  | 7  | 8  | 8  | 9  | 9  | 9  | 9  | 9  | 9  | 9  |

Legenda:

Luogo: C = Casa; T = Trasferta. Risultato: V = Vittoria; N = Pareggio; P = Sconfitta.

### Statistiche dei giocatori
| Giocatore        | Super League | Super League | Super League | Super League | Coppa Svizzera | Coppa Svizzera | Coppa Svizzera | Coppa Svizzera | Totale   | Totale | Totale      | Totale     |
| Giocatore        | Presenze     | Reti         | Ammonizioni  | Espulsioni   | Presenze       | Reti           | Ammonizioni    | Espulsioni     | Presenze | Reti   | Ammonizioni | Espulsioni |
| ---------------- | ------------ | ------------ | ------------ | ------------ | -------------- | -------------- | -------------- | -------------- | -------- | ------ | ----------- | ---------- |
| M. Araz          | 24           | 1            | 4            | 0            | 1              | 0              | 1              | 0              | 25       | 1      | 5           | 0          |
| M. Asllani       | 0            | 0            | 0            | 0            | 1              | 0              | 0              | 0              | 1        | 0      | 0           | 0          |
| C. Blanco        | 0            | 0            | 0            | 0            | 1              | 0              | 0              | 0              | 1        | 0      | 0           | 0          |
| S. Campo         | 34           | 6            | 3            | 0            | 0              | 0              | 0              | 0              | 34       | 6      | 3           | 0          |
| T. Castella      | 26           | 0            | 0            | 0            | 0              | 0              | 0              | 0              | 26       | 0      | 0           | 0          |
| O. Custodio      | 28           | 2            | 3            | 1            | 0              | 0              | 0              | 0              | 28       | 2      | 3           | 1          |
| M. Diniz         | 30           | 2            | 5            | 0            | 1              | 0              | 0              | 0              | 31       | 2      | 5           | 0          |
| M. Dominguez     | 4            | 0            | 1            | 0            | 2              | 0              | 0              | 0              | 6        | 0      | 1           | 0          |
| J. Esnáider Ruiz | 1            | 0            | 0            | 0            | 2              | 1              | 0              | 0              | 3        | 1      | 0           | 0          |
| A. Eto           | 0            | 0            | 0            | 0            | 1              | 0              | 0              | 0              | 1        | 0      | 0           | 0          |
| P. Frascatore    | 1            | 0            | 0            | 0            | 1              | 0              | 0              | 0              | 2        | 0      | 0           | 0          |
| N. Gétaz         | 29           | 0            | 7            | 0            | 0              | 0              | 0              | 0              | 29       | 0      | 7           | 0          |
| D. Hrubik        | 0            | 0            | 0            | 0            | 0              | 0              | 0              | 0              | 0        | 0      | 0           | 0          |
| A. Kabacalman    | 0            | 0            | 0            | 0            | 0              | 0              | 0              | 0              | 0        | 0      | 0           | 0          |
| N. Khalifa       | 23           | 9            | 5            | 0            | 0              | 0              | 0              | 0              | 23       | 9      | 5           | 0          |
| B. Kololli       | 26           | 8            | 4            | 0            | 1              | 0              | 0              | 0              | 27       | 8      | 4           | 0          |
| J. Lotomba       | 24           | 1            | 1            | 0            | 2              | 0              | 0              | 0              | 26       | 1      | 1           | 0          |
| A. Maccoppi      | 17           | 0            | 6            | 0            | 1              | 0              | 0              | 0              | 18       | 0      | 6           | 0          |
| J. Manière       | 29           | 0            | 7            | 1            | 2              | 0              | 0              | 0              | 31       | 0      | 7           | 1          |
| X. Margairaz     | 24           | 2            | 1            | 1            | 1              | 0              | 0              | 0              | 25       | 2      | 1           | 1          |
| F. Margiotta     | 18           | 8            | 2            | 0            | 0              | 0              | 0              | 0              | 18       | 8      | 2           | 0          |
| K. Martin        | 9            | 0            | 1            | 0            | 0              | 0              | 0              | 0              | 9        | 0      | 1           | 0          |
| E. Monteiro      | 30           | 0            | 7            | 1            | 1              | 0              | 0              | 0              | 31       | 0      | 7           | 1          |
| K. Méndez        | 6            | 0            | 1            | 0            | 1              | 1              | 0              | 0              | 7        | 1      | 1           | 0          |
| K. Pak           | 30           | 4            | 1            | 0            | 1              | 1              | 0              | 0              | 31       | 5      | 1           | 0          |
| A. Pasche        | 26           | 0            | 5            | 0            | 2              | 0              | 1              | 0              | 28       | 0      | 6           | 0          |
| L. Pos           | 0            | 0            | 0            | 0            | 0              | 0              | 0              | 0              | 0        | 0      | 0           | 0          |
| D. Silva         | 3            | 0            | 0            | 0            | 2              | 0              | 0              | 0              | 5        | 0      | 0           | 0          |
| T. Taiwo         | 13           | 0            | 0            | 0            | 0              | 0              | 0              | 0              | 13       | 0      | 0           | 0          |
| Y. Tejeda        | 11           | 0            | 1            | 0            | 1              | 0              | 1              | 0              | 12       | 0      | 2           | 0          |
| X. Tomas         | 3            | 0            | 1            | 0            | 0              | 0              | 0              | 0              | 3        | 0      | 1           | 0          |
| G. Torres        | 30           | 8            | 3            | 0            | 1              | 0              | 0              | 0              | 31       | 8      | 3           | 0          |
| M. Yang          | 4            | 0            | 0            | 0            | 1              | 0              | 0              | 0              | 5        | 0      | 0           | 0          |
| A. Zeqiri        | 0            | 0            | 0            | 0            | 1              | 0              | 1              | 0              | 1        | 0      | 1           | 0          |